# Odelvis Dominico Speek
Odelvis Dominico Speek (ur. 6 maja 1977) – kubański siatkarz, reprezentant kraju.
Mierzy 205 cm wzrostu. Jego zasięg w bloku to 356 cm, a w ataku 360 cm. Grał w kubańskim klubie Ciudad Habana. Obecnie reprezentuje szwajcarski klub PV Lugano.